# محمدعلی تربیت
میرزا محمدعلی خان تربیت (۶ خرداد ۱۲۵۶، نوبر تبریز – ۲۷ دی ۱۳۱۸، تهران) روزنامه‌نگار و دولت‌مرد آذربایجانی، مؤسس کتابخانه تربیت اولین کتابخانه عمومی دولتی ایران، از آزادی‌خواهان و روشنفکران آذربایجان و از فعالان انقلاب مشروطه ورییس سازمان تربیت بدنی و پیشاهنگی ایران در دوره پهلوی بوده است.

## زندگی
پدرش میرزا صادق، تحویلدار ناصرالدین میرزا ولیعهد بود. تحصیلات خود را در مکتب ملا زین‌العابدین آغاز کرد و از پدر ریاضی و نجوم آموخت و سپس نزد میرزا نصراللّه سیف الاطباء به تحصیل طب پرداخت. از شانزده سالگی به تدریس در مدرسه دولتی مظفری تبریز پرداخت. در سال ۱۳۱۶ با حسن تقی‌زاده، حسین عدالت (صاحب امتیاز روزنامه‌های الحدید، عدالت و صحبت) و محمد شبستری مدیر روزنامهٔ ایران نو، ابتدا کتاب‌فروشی و پس از آن مدرسه‌ای به شیوهٔ جدید با نام «تربیت» در تبریز تأسیس کرد و بعداً آن را نام خانوادگی خود قرار داد. کتاب‌فروشی تربیت محل عرضهٔ نشریات ترکی،عربی،فارسی، و طرح مباحث سیاسی و محفل روشنفکرانی چون یوسف خان اعتصام‌الملک بود. اندکی بعد، مدرسه به دلیل مخالفت متعصبان بسته شد. پیش از اعلام مشروطیت، تربیت به اتفاق حسن تقی‌زاده به قفقاز و استانبول و از آنجا به مصر، بیروت و دمشق سفر کرد.
در آستانهٔ مشروطیت به سیاست روی آورد و همراه با کربلایی علی موسیو، حسن تقی‌زاده و محمود غنی‌زاده محفلی بنیان نهاد که به مرکز غیبی شهرت یافت. در سال ۱۳۲۶ قمری (۱۲۸۷ خورشیدی) از پایه‌گذاران روزنامه اتحاد شد که ۲۵ شماره آن انتشار یافت. با کودتای محمدعلی شاه و به توپ بسته شدن مجلس در خرداد ۱۲۸۷ و حمله سپاهیان حکومتی به تبریز، کتاب‌فروشی تربیت تاراج و سوخته شد و وی خود را به باکو رساند و از آنجا به وین به پاریس رفت. اندکی بعد به دعوت تقی‌زاده که پیش از وی به دعوت ادوارد براون به لندن رفته بود، راهی آنجا شد و با حمایت ادوارد براون چند ماه در کتابخانهٔ دانشگاه کمبریج به فهرست‌نویسی کتابهای فارسی و عربی مشغول شد.
محمدعلی تربیت در اواخر پاییز ۱۹۰۸ میلادی (۱۲۸۷ خورشیدی) از انگلستان به استانبول رفت و همراه با دیگر مهاجران مشروطه‌خواه در انجمن سعادت به فعالیت پرداخت.
با فتح تهران به دست مجاهدین در تیر ۱۲۸۸ خورشیدی، وی به عضویت هیئت مدیرهٔ موقتی دوازده نفره انتخاب شد که برگزیدهٔ رهبران انقلاب و ناظر اعمال وزرا بود. تربیت در دورهٔ دوم مجلس شورای ملی نمایندهٔ مردم تبریز شد و از نمایندگان روشنفکر و ترقی‌خواه حزب دموکرات بود.
با تعطیلی مجلس دوم، تربیت به باکو رفت و به پیشنهاد هیئت مدیرهٔ انجمن خیریهٔ ایرانیان، مدیر مدرسهٔ اتحاد شد. پس از آغاز جنگ جهانی اول به برلین رفت و در آنجا در کمیتهٔ نجات ایران به فعالیت پرداخت و با محمد قزوینی، حسن تقی‌زاده، محمدعلی جمال‌زاده و حسین کاظم‌زادهٔ ایرانشهر، همکاری فرهنگی و انتشاراتی می‌کرد.
با پایان جنگ جهانی در سال ۱۲۹۷ به تبریز بازگشت. در سال ۱۳۰۰ به ریاست اداره معارف آذربایجان رسید و در همان سال کتابخانه و قرائت‌خانهٔ عمومی معارف را برای اولین بار به شیوهٔ جدید در تبریز بنیاد گذاشت که بعدها به نام خود وی «کتابخانه و قرائت‌خانهٔ دولتی تربیت» نام گرفت. در ۱۳۰۱ «مجمع ادب» و «ماهنامه گنجینه معارف» را دایر کرد. در مهر همان سال مدرسه تجارت را در تبریز تأسیس کرد. او تا ۱۳۰۴ در مقام خود باقی ماند و سپس به ریاست فرهنگ گیلان (۱۳۰۵–۱۳۰۶) رسید. او در این مقام از بانیان تأسیس کتابخانه ملی رشت بود. وی از ۱۳۰۷ تا ۱۳۰۹ عهده‌دار ریاست شهرداری (بلدیه) تبریز بود. در آن زمان چندین خیابان بزرگ و باغ ملی بزرگی به نام باغ گلستان در محل قبرستان گجیل تبریز ساخته شد.
تربیت در هشتمین دورهٔ مجلس شورای ملی (۱۳۰۹) به نمایندگی از طرف حوزه انتخابیه تبریز انتخاب شد و در دوره‌های نهم تا دوازدهم نیز همین کرسی را حفظ کرد.
تربیت از ۲۱ شهریور ۱۳۱۸–۴ بهمن ۱۳۱۸ مسئولیت سازمان تربیت بدنی و پیشاهنگی ایران را برعهده داشت.

## پس از درگذشت
حسن اسفندیاری، رئیس وقت مجلس شورای ملی، پس از درگذشت محمدعلی تربیت در جلسه علنی مجلس گفت:

... بنده یقین دارم که آقایان همکاران بنده مثل من در این قضیه مولمه که واقع شده است واقعاً متأثر و متأسف هستند. (نمایندگان: صحیح است). بنده از سالهای دراز با مرحوم محمدعلی تربیت از نزدیک دوستی داشتم و به احوالات و مزایای ایشان باخبر بودم ایشان یک شخص واقعاً متینی، سنگینی، بازبان پاک، با قلب خوشبین و با اقدامات خیلی مؤثری راجع به خدمات کشور همیشه خودشان را معرفی کردند. ...
ملاحظه فرمودید که در آذربایجان و در گیلان که مأموریت داشتند این خدمت را به خوبی انجام دادند و کتابخانه‌های ممتازی در آنجا تأسیس کردند که فعلاً مبالغی کتاب در آنها موجود است که برای خدمت به معارف خیلی مفید و مؤثر است. بنده حقیًقتاً فوت و فقدان ایشان را که می‌توانیم عرض کنم هیچ‌کدام منتظر نبودیم و مایل بودیم که این خدمتگزار خوش نیت سالهای زیاد به کشور خدمت کند و اثر بدهد متأسفانه این‌طور واقع شد که در نتیجه بیماری که از مدتی پیش داشتند و به واسطه آن همتی که خدا بیامرزد مرحوم محمدعلی تربیت داشت و نشان نمی‌داد یک مرتبه از پا درآمد و واقعاً اسباب تأسف و تألم همه گردید. (نمایندگان: صحیح است). امیدوارم که خداوند آن مرحوم را غریق رحمت کند و در مقابل خدمات به کشور … انشاءالله مغفور باشد و به بازماندگان آن هم خداوند توفیق بدهد که به سیره پدر بزرگوارشان تأسی نموده اسباب تسلی خاطر دوستان آن مرحوم باشد به واسطه این فقدان اگر اجازه می‌دهید به احترام آن مرحوم مجلس را ختم کنم…

## آثار
- زاد و بوم
- تاریخ مطبوعات ایران
- دانشمندان آذربایجان، ۱۳۱۴
- تاریخ مطبوعات ایرانی و فارسی (که ادوارد برون، مستشرق انگلیسی، آن را به انگلیسی ترجمه کرده)